# Opération Artémis (2003)
Pour les articles homonymes, voir Opération Artémis et Artémis (homonymie).
L’opération Artémis est une mission militaire menée, du 6 juin au 6 septembre 2003 en Ituri (République démocratique du Congo), par l'Union européenne au titre de la Politique européenne de sécurité et de défense (PESD), sous l'autorité du Conseil de sécurité de l'ONU, selon sa résolution 1484 du 30 mai 2003,. L’opération Artémis est considérée comme la première opération militaire dirigée par l’Union européenne, la première opération autonome de l’UE, première mission de réaction rapide de l’UE, première opération hors d’Europe, première opération appliquant le principe de la nation cadre et premier exemple d’opération « relais », menée en coopération entre l’UE et les Nations unies,.

## Objectifs
Le Conseil de sécurité de l'ONU « autorise le déploiement, jusqu’au 1er septembre 2003, d’une force multinationale intérimaire d’urgence à Bunia, en coordination étroite avec la MONUC, en particulier son contingent déployé dans la ville, en vue de contribuer à y stabiliser les conditions de sécurité et à y améliorer la situation humanitaire, d’assurer la protection de l’aéroport et des personnes déplacées se trouvant dans les camps de Bunia et, si la situation l’exige, de contribuer à assurer la sécurité de la population civile et du personnel des Nations unies et des organisations humanitaires dans la ville »,.
Cette force avait en effet été déployée pour mettre fin dans l'immédiat aux combats du conflit d'Ituri et faire cesser les exactions à l'encontre des populations civiles dans la capitale de ce district de la république démocratique du Congo. Ainsi, les Nations unies disposaient du temps nécessaire à la mise en place d'une nouvelle « Brigade Ituri » des casques bleus de la MONUC.
Il s'agit de la première opération militaire « agissant en vertu du Chapitre VII de la Charte des Nations unies » réalisée par l'Union européenne en dehors du périmètre du vieux continent et sans le recours aux accords dits de Berlin plus qui permettent aux européens de bénéficier de moyens de l'OTAN. Les objectifs de cette opération et le contexte de son insertion par rapport à la problématique de la MONUC présentent des similitudes avec l'Opération Turquoise menée par la France en 1994 au Rwanda, alors que la MINUAR y était chargée du « maintien de la paix », comme la MONUC dans l'Est de la république démocratique du Congo.

## Effectifs et organisation
La France assumait la fonction de « nation cadre » de l'opération et fournissait le contingent le plus étoffé. Bien que 18 nations participassent à l'opération, environ 80 % des effectifs engagés émanaient des armées françaises.
Environ 2 200 personnes ont été mobilisées pour cette action. 2 060 étaient effectivement présentes sur le continent africain, tandis que les autres éléments étaient affectés au quartier général de niveau stratégique, installé à Paris et armé par l'état-major interarmées de force et d'entraînement (EMIA-FE) de Creil, chargé de la conduite de l'opération. 1 035 soldats étaient effectivement présents à Bunia au moment où la force a atteint sa plénitude opérationnelle. Le reste du contingent se répartissait entre la Base de Soutien à Vocation Inter Armées (BSVIA) de la mission — établie à Entebbe — et des aérodromes gabonais et tchadiens qui accueillaient les avions de combat destinés à protéger et appuyer la composante terrestre.

## «Affaire Joseph»
Joseph est le nom d'un jeune Congolais qui, selon le rapport établi en 2007 par Stefan Ryding-Berg, chef juriste du ministère suédois de la défense, aurait été torturé par des militaires français, au vu et au su des officiers français et suédois de l'opération. Le colonel Christophe Rastouil, commandant le détachement français, avait apporté un démenti dans un courrier à la télévision suédoise. À la suite de la diffusion d'un reportage de la télévision suédoise, le chef de l'opération suédoise a été suspendu[réf. nécessaire]. Une enquête de commandement a été menée par le ministère français de la défense nationale, qui a conclu en juin 2008, avec son homologue suédois, que les allégations étaient « infondées ». 

## Sources

## Compléments

### Lectures approfondies
- François Heisbourg (dir. de) Annuaire stratégique et militaire 2004, Fondation pour la recherche stratégique, Paris, éditions Odile Jacob, 2004 (pages 222 à 224, chapitre d’Yves Boyer)
- Sylvain Parent, Les Moyens d'intervention militaire de l'Union européenne aujourd'hui au regard de l'opération Artémis en république démocratique du Congo, mémoire de diplôme d'études supérieures spécialisées d'études stratégiques européennes à l'Institut d'études politiques de Lille sous la direction d'André Miroir, 2004
- Stef Goris, L’Union européenne et le maintien de la paix en Afrique, rapport présenté devant l’Assemblée de l'Union de l'Europe occidentale au nom de la commission de Défense, Document A/1880, décembre 2004
- La PESD : un moyen d’assurer la position de la France en Afrique ? - Commandant Antoine Sadoux